# Calliodentalium balanoides
Calliodentalium balanoides är en blötdjursart som först beskrevs av Plate 1908.  Calliodentalium balanoides ingår i släktet Calliodentalium och familjen Calliodentalium. Inga underarter finns listade i Catalogue of Life.